# Khao poon
La khao poon est une soupe de nouilles laotienne.